# Tempel van Dendur

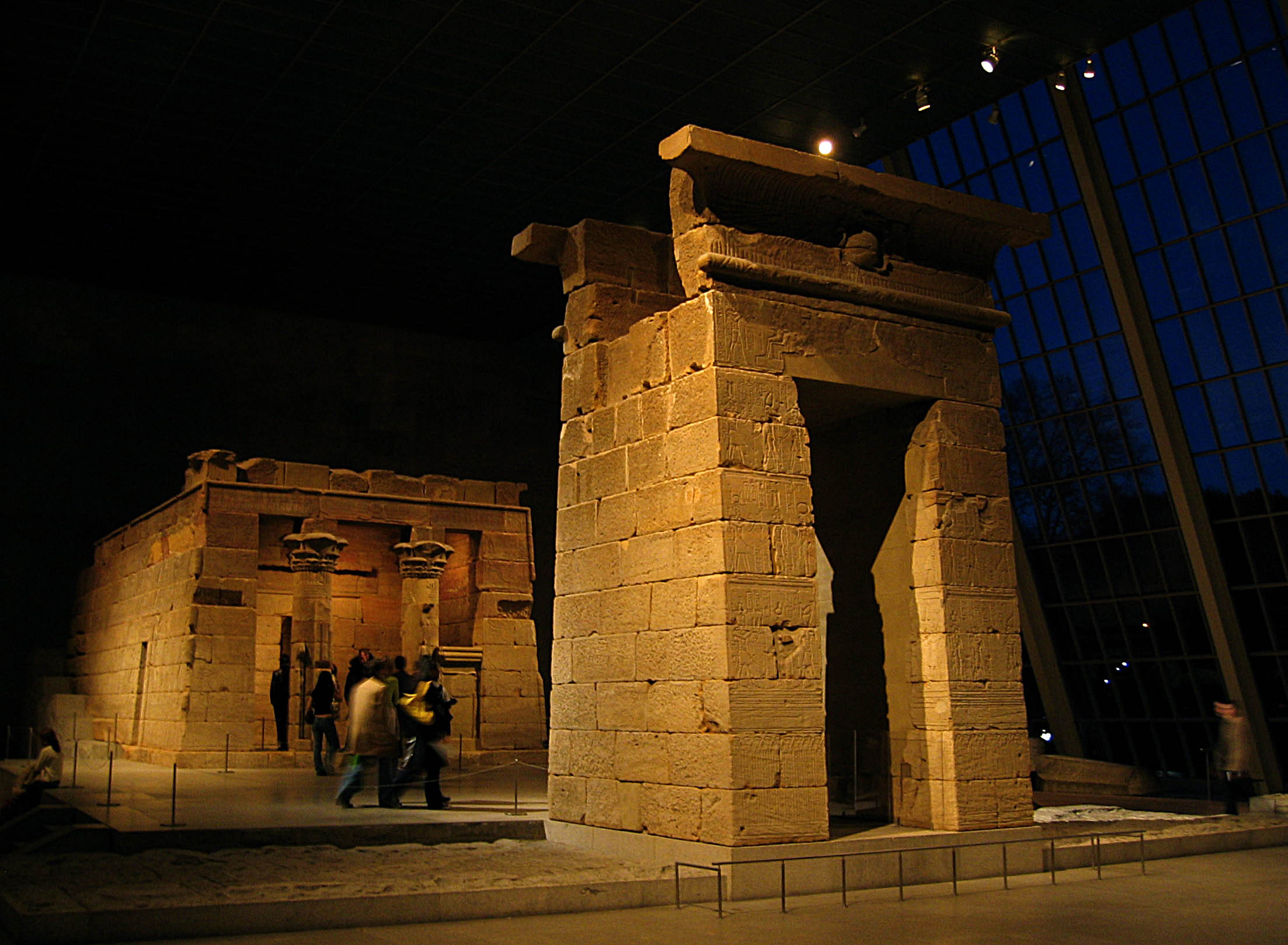
De tempel van Dendur in het Metropolitan Museum of Art, New York

De Tempel van Dendur is een Nubische tempel daterend uit de Romeinse periode van het Egyptische Rijk, rond 15 v.Chr. De tempel is gewijd aan de godin Isis en de goden Harpocrates en Osiris, almede twee vergoddelijkte zonen van een lokaal Nubisch stamhoofd, Pedesi ("Hij die geschonken is door Isis") en Pihor ("Hij die behoort aan Horus"). De tempel is gebouwd door de Romeinse keizer Augustus en wordt sinds 1978 tentoongesteld in het Metropolitan Museum of Art in New York.

## Herlocatie
In 1963 werd de tempel ontmanteld en verplaatst van haar oorspronkelijke locatie, als onderdeel van een groter UNESCO-project met als doel belangrijke gebieden te behoeden voor overstroming door het ontstaan van het Nassermeer als gevolg van de constructie van de Aswandam. De tempel en de bijbehorende entree werden in 1965 door Egypte aan de Verenigde Staten aangeboden als dankbetuiging voor de hulp bij het redden van verscheidende andere monumenten.
In 1967 werd de tempel door het Metropolitan Museum of Art gekocht dankzij financiële steun van de familie Sackler. Na 11 jaar was de tempel in 1978 opnieuw opgebouwd in een speciaal voor de tempel gebouwde Sackler-vleugel in het museum. De manier waarop deze transactie plaatsvond werd door verschillende betrokken ambtenaren omschreven als dubieus.

## Overige gedoneerde tempels
De drie andere tempels die gedoneerd werden naar aanleiding van hun hulp bij de constructie van de Aswandam en de herlocatie van bedreigde monumenten zijn: 
- De tempel van Debod (Madrid)
- De tempel van Taffeh (Rijksmuseum van Oudheden in Leiden)
- De tempel van Ellesiya (Museo Egizio in Turijn)